# 加纳利群岛海洋平台
27°59′32″N 15°22′6″W / 27.99222°N 15.36833°W
加纳利群岛海洋平台（西班牙語：Plataforma Oceánica de Canarias）位于西班牙加那利群島的大加那利岛，是从事海洋科学研究、本地区近海各领域研究的科研联合体。其宗旨在于使观测站，试验数据库，潜水器支持系统，技术培训和技术研发中心等各方面的服务能更有效地组合运作。

## 外部連結
- 官方网站（西班牙文）